# بيل فلاغ (قسيس)
بيل فلاغ (بالإسبانية: Bill Flagg)‏ هو قسيس باراغواياني وبيروفي، ولد في 1929، وتوفي في 2008.